# Chesias linogrisearia
Chesias linogrisearia är en fjärilsart som beskrevs av Alexandre Constant 1880. Chesias linogrisearia ingår i släktet Chesias och familjen mätare. Inga underarter finns listade i Catalogue of Life.